# 音通寺 (恵那市)
音通寺（おんつうじ）は、岐阜県恵那市長島町中野にある真宗大谷派の寺院。山号は微妙山。

## 歴史

### 由緒
近江国犬上郡の下之郷城に居城していた、二階堂出羽守の長男の甲良左兵之助が、天台宗・法相宗に帰依して出家し、宗廓院良圓法橋と改名し、
永正3年(1506年)に微妙山 音通寺を開基した。
しかし永正年間(1504～1521年)の末に、本願寺九世の実如上人に帰依して、浄土真宗に改宗した。

### 沿革
大正9年(1920年)5月、岐阜県恵那郡長島町中野315番地に創立し、
昭和2年(1927年)9月8日、岐阜県指令二兵第207号をもって認可された。
昭和12年(1937年)2月19日、鈴木操が継受し、名称を真宗大谷派東濃説教所として設立願を提出し、6月14日に許可された。
続いて6月から7月にかけて信者の寄付により、恵那郡長島町正家槇本に600坪の土地を購入した。
昭和13年(1938年)6月18日、岐阜県指令十三兵第1196号をもって移転・増築を認可され、8月13日に竣工・完成した。
昭和35年(1960年)、恵那市役所の建設のために移転を余儀なくされた。
昭和37年(1962年)、現在地に移築し今日に至っている。